# Stora Korslången
Stora Korslången är en sjö i Lindesbergs kommun och Smedjebackens kommun i Västmanland och ingår i Norrströms huvudavrinningsområde. Sjön har en area på 3,45 kvadratkilometer och ligger 262,2 meter över havet. Sjön avvattnas av vattendraget Hedströmmen. Vid provfiske har bland annat abborre, gädda, lake och mört fångats i sjön.

## Delavrinningsområde
Stora Korslången ingår i det delavrinningsområde (664879-146776) som SMHI kallar för Utloppet av Stora Korslången. Medelhöjden är 283 meter över havet och ytan är 23,75 kvadratkilometer. Räknas de 3 avrinningsområdena uppströms in blir den ackumulerade arean 46,73 kvadratkilometer. Hedströmmen som avvattnar avrinningsområdet har biflödesordning 3, vilket innebär att vattnet flödar genom totalt 3 vattendrag innan det når havet efter 254 kilometer. Avrinningsområdet består mestadels av skog (74 procent). Avrinningsområdet har 4,19 kvadratkilometer vattenytor vilket ger det en sjöprocent på 17,6 procent.

## Fisk
Vid provfiske har följande fisk fångats i sjön:
- Abborre
- Gädda
- Lake
- Mört
- Sik